# 中村栄助

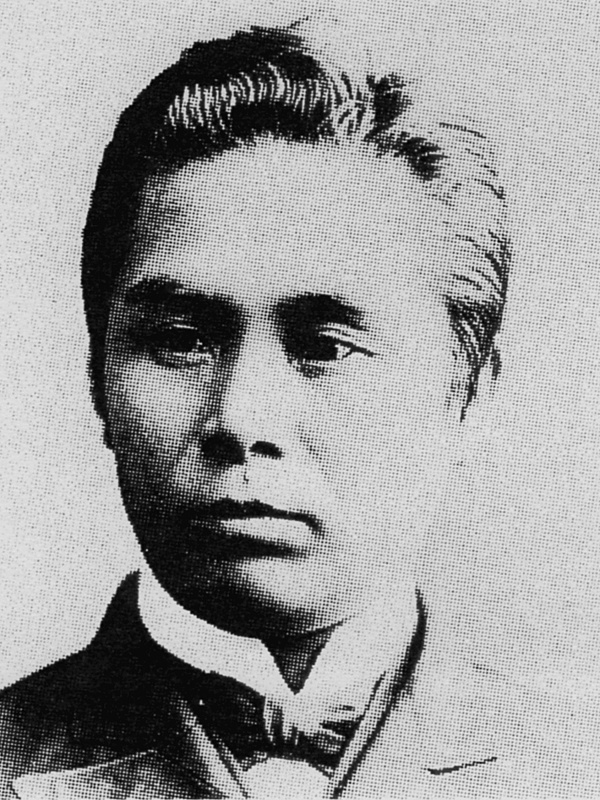
京都の財界の有力者で同志社の理事でもあった中村栄助

中村 栄助（なかむら えいすけ、1849年2月25日（嘉永2年2月3日） - 1938年（昭和13年）9月17日）は、日本の実業家、政治家。衆議院議員（当選2回、政友会）。京都市会議員。京都府会議員。京都商業会議所副会頭。幼名は栄三郎。京都市長の高山義三は三男。

## 経歴
京都松原通西洞院東薮下町に生まれた。先代栄助の長子。本姓は高山で、後中村と改めた。幼名は栄三郎で、家を継いで父の名を襲名して栄助と名乗った。生家は油商（油仲買、あるいは油問屋及び鰹節商河内屋）を営む。1864年の蛤御門の変の戦禍により五条大橋東に移転した。
父に従い近畿、東山、北陸の諸道を跋渉して商業を実地に練習した。清国豆油を輸入しその販売を試みた。儒者・三国幽民に就き漢学を修め、後山本覚馬に従い政治経済学を研鑽した。1876年頃新島襄に出会い、キリスト教の真理を講究し同志社に入って英学を修めた。1883年、同志社社員（理事）となり、J.D.デイヴィスから洗礼を受けた。
1881年、京都府会議員に当選。1889年京都市会初代議長。1892年に京都府会副議長、1894年には府会議長に就任（98年まで）。府議として北垣国道府政を支え、琵琶湖疏水事業を完成に導いた。衆議院議員として2期にわたり国政にも参画した。実業家としては電気、鉄道など新しい京都づくりに貢献し、平安建都千百年事業（1895年）を推進した。1891年、京都商業会議所会員に選ばれ、その副会頭に推された。
後半生は政財界から引退し、キリスト教と同志社教育のために身を捧げ、4度にわたって同志社社長（総長）代理を務めた。墓は京都市左京区の同志社墓地にある。

## 人物

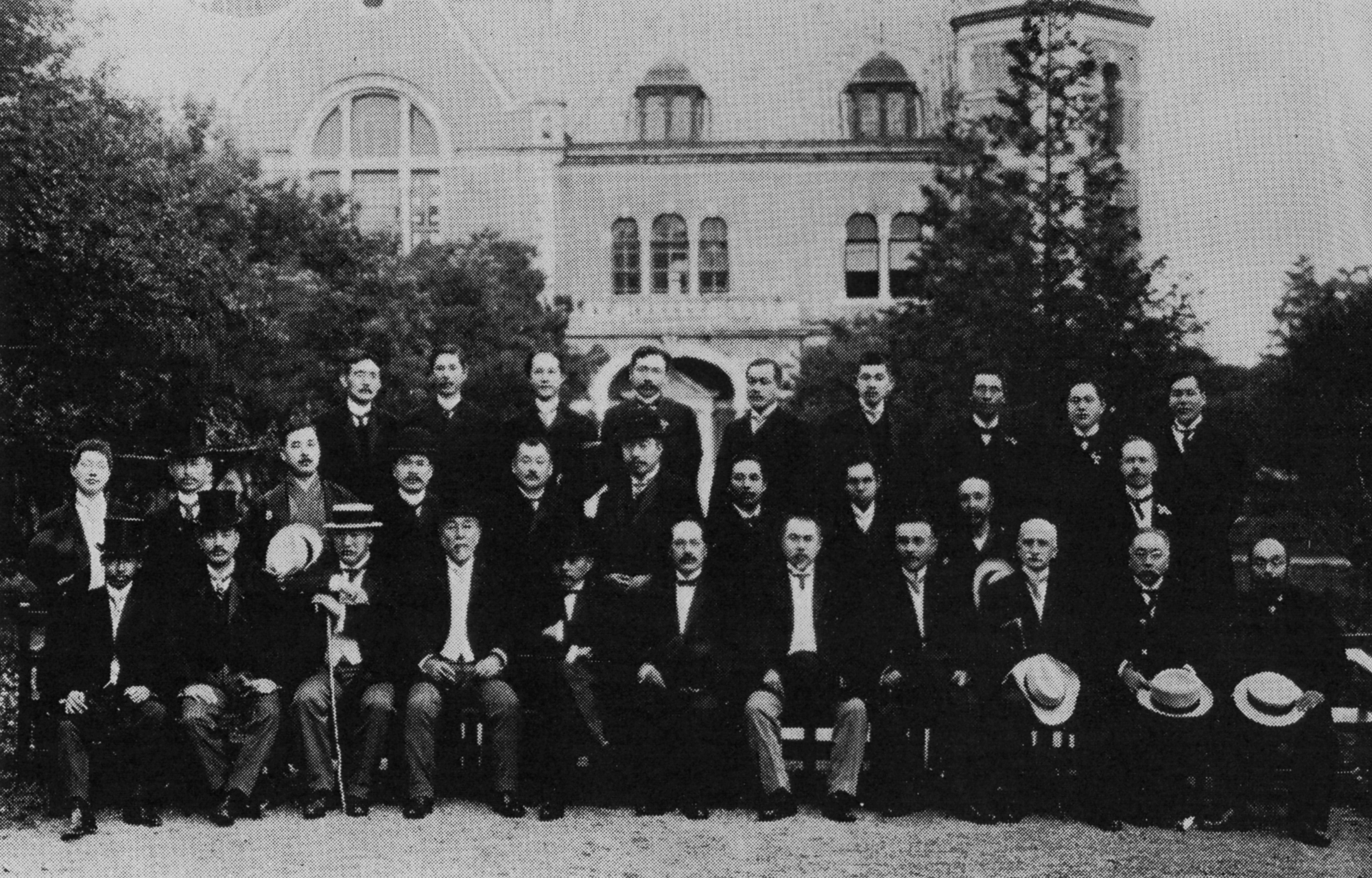
同志社大学開校記念撮影（1912年5月、中列右から4人目が中村栄助）

### 信仰
1885年には、アメリカンボードの宣教師M・L・ゴードンの影響を受け、村田栄次郎らと一緒に四条基督教会（日本基督教団京都教会）を設立し、1903年には京都基督教青年会の再建創立にも参画した。
1890年1月27日に若王寺山上で行われた新島襄の埋葬式で司会を務めた

### 人柄
明治初期の最新人、京都の教会の礎である。住所は京都五条橋東である。栄助の職業は『日本紳士録 第24版』によると「鰹節商」、『日本紳士録 第32版』によると「乾物商」である。